# Maјк Фарел
Фарел је рођен 6. фебруара 1939. године у Сент Полу, у Минесоти. Када је имао две године, његова породица се преселила у Калифорнију, где је његов отац радио као столар у филмском студију. Фарел је ишао у West Hollywood Grammar School и дипломирао у Hollywood High School. Током Kорејског рата служио је у маринском корпусу Сједињених држава. Био је стациониран у кампу Хансен у Окинави. Након отпуштања, радио је разне послове пре него што је започео глумачку каријеру.

## Глумачка каријера

### Почеци
Током шездесетих година 20. века Фарел је глумио у серијама: Lassie, The Monkees, I dream of Jannie and Combat. Године 1968. добио је улогу у популарној сапуници Дани наших живота (Days of Оur Lives, NBC), а 1970. добија улогу младог доктора у хит серији Стажисти (The Interns, CBS) и игра у телевизијској драми Bonanza. Године 1971. игра поред чувеног Ентонија Квина (Anthony Quinn) у филму Човек и град (The man and the City, АBC). Са Универзал студиом (Universal Studios) потписује уговор 1973. Глумио је у The questor tapes. Раних седамдесетих година снимио је велики број реклама и гостовао у многим телевизијским емисијама.

### М*A*S*H и касније улоге
Фарелу, који је био велики фан серије М*A*S*H, указала се велика шанса 1975. године, када је Вејн Роџерс неочекивано напустио серију крајем треће сезоне. Фарел је убрзо био позван за улогу B.J.Hunnicutt, а Хари Морган је заменио МекЛин Стивенсона. Мајк је наредних осам година снимао ову серију, с тим што је за пет епизода написао сценарио а четири епизоде је режирао. Након M*A*S*H*-а, Фарел је глумио у серијама Убиство, написала је (Murder, She wrote), Лига правде (Justice leaguе), Очајне домаћице (Desperate housewivеs) и многим другим. Фарел је позајмио глас Џонатану Кенту у анимираној серији Супермен. Фарел је био домаћин неколико специјалних документараца на телевизији Натиона Географија. Глумио је у многим ТВ филмовима, укључујући Дан сећања (1983. године), који је копродуцирао. Сам је написао режирао и играо у две представе: ЈФК и Шоу једног човека. На националној турнеји изводио је драму Давида В. Ринтелса Clarence Darrow. Године 1985. Фарел је сарађивао са филмским и телевизијским продуцентом Марвином Минофом, с којим је основао Farrel-Minoff production. Заједно су продуцирали бројне филмове. Њиховог професионално партнерство трајало је више од 25 година, све до Минофове смрти у новембру 2009.

### Градић Провиденс (1999–2002)
Фарел игра Џима Хенсена, оца главне јунакиње, докторке Синди Хенсен, која се враћа у родни град. Серија је била успешна, снимљено је пет сезона али је нагло прекинута јер је главна глумица Мелина Kaнaкaaрeдeс напустила продукцију.
Фарел је био активан у Удружењу сценариста. Изабран је за првог потпредседника 2002. године и на тој функцији био је три године.

## Политички активизам
Чак и пре него што је био познат Фарел је био активиста у политичком и друштвеном животу. Био је десет година копредседник калифорнијског Human Rights Vatch, члан саветодавног одбора Cult Awareness Networkа. Био је председник у Death penalty focus. Био је председник Фонда за смртну казну више од десет година. Прва је особа која награђен наградом борце за људска права (касније, 2006. године, награда је названа по њему). Светска невладина организација за заштиту животиња (PETA) доделила му је награду 2001. године за јавну кампању против злостављања животиња. Истражујући америчку улогу у рату у Ираку, Фарел је 2006. године снимио у документарац "Чији рат?". Члан саветовалишта Фондације за војно-верску слободу.

## Публикације
Фарел је написао аутобиографију Само ме зови Мајк: Путовање до глумца и активисте (Just Call Me Mike: A Journey to Actor and Activist), која је објављена 2007. године. У књизи говори о свом детињству детета из радничке класе у Западном Холивуду, о пробој у свет глуме, о свом личном животу и учешће у политици и покрету за људска права у Сједињеним Државама, Камбоџи и Латинској Америци. Његова друга књига заправо је часопис "Муле и човек", настао 2009. године током петнедељне вожње по Сједињеним државама, да би промовисао своју прву књигу, аутобиографију.

## Приватни живот
У августу 1963. године Фарел се оженио глумицом Џуди Хајден, која је радила као средњошколски професор енглеског језика и драме у Лагуна Бичу у Калифорнији. Раздвојили су се 1980, а развели се 1983. године. Имају двоје деце, Михаела и Ерин. Џуди Фарел је такође је глумила у серији М * А * S * H (1976-1983). Фарел се поново оженио 31. децембра 1984. године, глумицом Шели Фабарес.

## Филмографија
- Captain Newman, M.D. (1963) as Patient (uncredited)
- The Year of 53 Weeks (1966) as Captain Kendall (government film)
- Combat! (1966) (Episode:  "The Bankroll") as Doctor
- The Graduate (1967) as Bellhop in the Lobby (uncredited)
- Countdown (1968) as Houston Engineer (uncredited)
- Panic in the City (1968) as Dick Blaine
- Targets (1968) as Man in Phonebooth
- Dayton's Devils (1968) as Naval Officer
- Bonanza (1972) (Episode:  "The Hidden Enemy") as Dr. Wills
- Doomsday Machine (TV Movie - 1972) as 1st Reporter
- The Longest Night (TV Movie - 1972) as Wills
- The Six Million Dollar Man (Episode:  "The Pioneers") as David Tate
- She Cried Murder (TV Movie - 1974) as Walter Stepanic
- The Questor Tapes (TV Movie - 1974) as Jerry Robinson
- Live Again, Die Again (TV Movie - 1974) as James Carmichael
- Ladies of the Corridor (TV Movie - 1975) as Paul Osgood
- McNaughton's Daughter (TV Movie - 1976) as Colin Pierce
- Battered (TV Movie - 1978) as Michael Hawks
- Sex and the Single Parent (TV Movie - 1979) as George
- Letters From Frank (TV Movie - 1979) as Richard Miller
- The Body Human: Becoming A Man (TV Documentary - 1981) Host
- Father Damien: The Leper Priest (TV Movie - 1980) as Robertson
- Prime Suspect (TV Movie - 1982) as Frank Steplin
- Memorial Day (1983) as Matt Walker
- Chances of the Heart (TV Movie - 1983) as Ambassador Robert E. White
- J.F.K.: A One-Man Show (TV Movie - 1984) as John Fitzgerald Kennedy
- Private Sessions (TV Movie - 1985) as Dr. Joe Braden
- Vanshing Act (TV Movie - 1989) as Harry Kenyon
- A Deadly Silence (TV Movie - 1987) as Atty. Gianelli
- Incident at Dark River (TV Movie - 1989) as Tim McFall
- The Price of the Bride (TV Movie - 1990) as Joe Roth
- Lockdown (1990) as Prentis
- The Whereabouts of Jenny (TV Movie - 1991) as Van Zandt
- Silent Movie (TV Movie - 1991) as Detective Paul Trella
- Hart to Hart: Old Friends Never Die (TV Movie - 1994} as Frank Crane
- Matlock (Episode:  "The Dating Game") - 1994) as Judge Bennett
- Superman: The Last Son of Krypton (TV Movie - 1996) as Voice of Jonathan Kent
- Vows of Deception (TV Movie - 1996) as Clay Spencer
- Sins of the Mind (TV Movie - 1996) as William
- The Killer Within (1997) as Congressman Clayton
- The Crooked E: The Unshredded Truth About Enron (TV Movie - 2003) as Kenneth Lay
- The Clinic (TV Movie - 2004) as Dr. Cyrus Gachet
- Locusts (TV Movies - 2005) as Lyle Rierdon
- Out at the Wedding (TV Movie - 2007) as Father of the Bride
- Supernatural (TV Series - 2012) as Fred Jones
- The Assassination of Gianni Versace: American Crime Story (2018) as Lee Miglin
- NCIS (2019) (2 Episodes:  "Judge, Jury...", “and Executioner”) as Judge Miles Deakin